# Акоста, Оскар Зета
О́скар Зе́та Ако́ста-Фиерро (исп. Oscar "Zeta" Acosta Fierro; 8 апреля 1935, Эль-Пасо, штат Техас, США — 1974, пропал без вести) — американский адвокат, писатель и активист мексиканского происхождения, наиболее известный по дружбе с Хантером Стоктоном Томпсоном, который на страницах «Страха и отвращения в Лас-Вегасе» описал Акосту как своего адвоката доктора Гонзо.

## Биография
Оскар Акоста родился в Эль-Пасо, а вырос в небольшом городе Ривербэнк в долине Сан-Хоакин близ Модесто, Калифорния. Его отец принимал участие во Второй мировой войне и Оскару приходилось самому заботиться о своей семье.
После окончания средней школы Акоста вступил в военно-воздушные силы США, по окончании службы поступил в колледж Модесто и стал первым членом семьи, получившим высшее образование. Также посещал вечерние курсы юридической школы в Сан-Франциско и в 1966 году стал адвокатом.
В 1967 году Акоста переехал в Окленд, где начал работать адвокатом и оказывать юридическую помощь бедным. Летом того же года он познакомился с Хантером Томпсоном. В 1968 году Оскар отправился на восток Лос-Анджелеса, где, работая адвокатом, он защищал чиканские группы активистов. Его работа вызывала гнев местной полиции, которая часто преследовала Акосту.
В 1970 году адвокат баллотировался на пост лос-анджелесского окружного шерифа и набрал более ста тысяч голосов. В ходе своей предвыборной кампании Акоста провёл несколько дней в тюрьме за неуважение к суду. В итоге он набрал более миллиона трёхсот тысяч голосов, но всё-таки проиграл Эверетту Холлидею, начальнику местной тюрьмы.
В 1971 году Хантер написал статью об Акосте и несправедливости на востоке Лос-Анджелеса, она вышла в Rolling Stone под названием «Странное громыхание в Ацтлане». В статье также рассматривалось убийство журналиста Los Angeles Times Рубена Саласара. В ходе работы над «Странным громыханием…» Томпсон и Акоста совершили поездку в Лас-Вегас, штат Невада, чтобы иметь возможность открыто обсудить убийство Салазара и расовую несправедливость в Лос-Анджелесе. История этой поездки была увековечена в романе «Страх и отвращение в Лас-Вегасе».
Первый роман Оскара «Autobiography of a Brown Buffalo» был опубликован в 1972 году и представлял собой автобиографическую историю о работе адвоката в Окленде. Второй полуавтобиографический роман «The Revolt of the Cockroach People» вышел в 1973 году и был своеобразным протестом против войны во Вьетнаме.
В 1974 году Акоста отправился в Мексику, где бесследно исчез. Его сын Марко Акоста считает, что был последним человеком, говорившим с отцом. В мае 1974-го Оскар позвонил сыну и сказал, что «собирается сесть в лодку, полную белого снега». В ответ на слухи, что адвокат жив и скрывается в Майами, Хантер Томпсон написал некролог по Акосте. По его словам, Оскар был сильным адвокатом и проповедником, страдавшим от пристрастия к амфетамину, а также ЛСД-25. Тело Оскара Зета Акосты так и не было найдено.

## Образ в кинофильмах
Оскар Акоста был дважды изображён в кино:
- В фильме 1980 года «Там, где бродит бизон», частично основанном на некрологе Хантера по Акосте и роману «Autobiography of a Brown Buffalo», изображается жизнь Акосты и его отношения с Томпсоном. В фильме адвокат назван Карл Ласло, роль исполнил Питер Бойл. Томпсона сыграл Билл Мюррей.
- В фильме 1998 года «Страх и ненависть в Лас-Вегасе», являющемся экранизацией романа Хантера, показывается поездка Акосты и Томпсона в Лас-Вегас. Адвокат носит имя доктора Гонзо, его играет Бенисио Дель Торо. Роль Томпсона под именем Рауля Дюка играет Джонни Депп.